# Александар Ристоски
Александар Ристоски, рођен 1995. у Скопљу) је македонско-српски позоришни, телевизијски и филмски глумац. Дипломирао је глуму на Факултету драмских уметности у Београду. Члан је ансамбла Народног позоришта у Сомбору од 2018. године.

## Филмографија

### Телевизија
- Радио Милева (2021–2024) – као Коста Петронијевић
- Нечиста крв (2021) – као Сарош
- The Red Poet (2024) – као Коста Солев Рацин

### Филм
- Golden Five (2016) – као Маки
- Зона Замфирова 2 (2017) – као Поте
- Пролеће на последњем језеру (2020) – као Саша Мишетић
- Bad Blood (2021) – као Сарош
- Safety First! (2023)

## Позориште
- Коњски зубић у нашега цара – улога Пастира и Др Мице; добио награду за најбољег младог глумца на фестивалу професионалних позоришта Војводине
- Трамвај зван жеља
- Људи од воска
- Lend Me a Tenor и многе друге

## Награде
- Награда за најбољег младог глумца за улогу у представи Коњски зубић у нашега цара
- Признања за улоге у савременим драмама

## Лични живот
Поред глуме, интересује се за режију, музику и продукцију. Говори македонски, српски и енглески језик.